# Falcons de la Royal Air Force

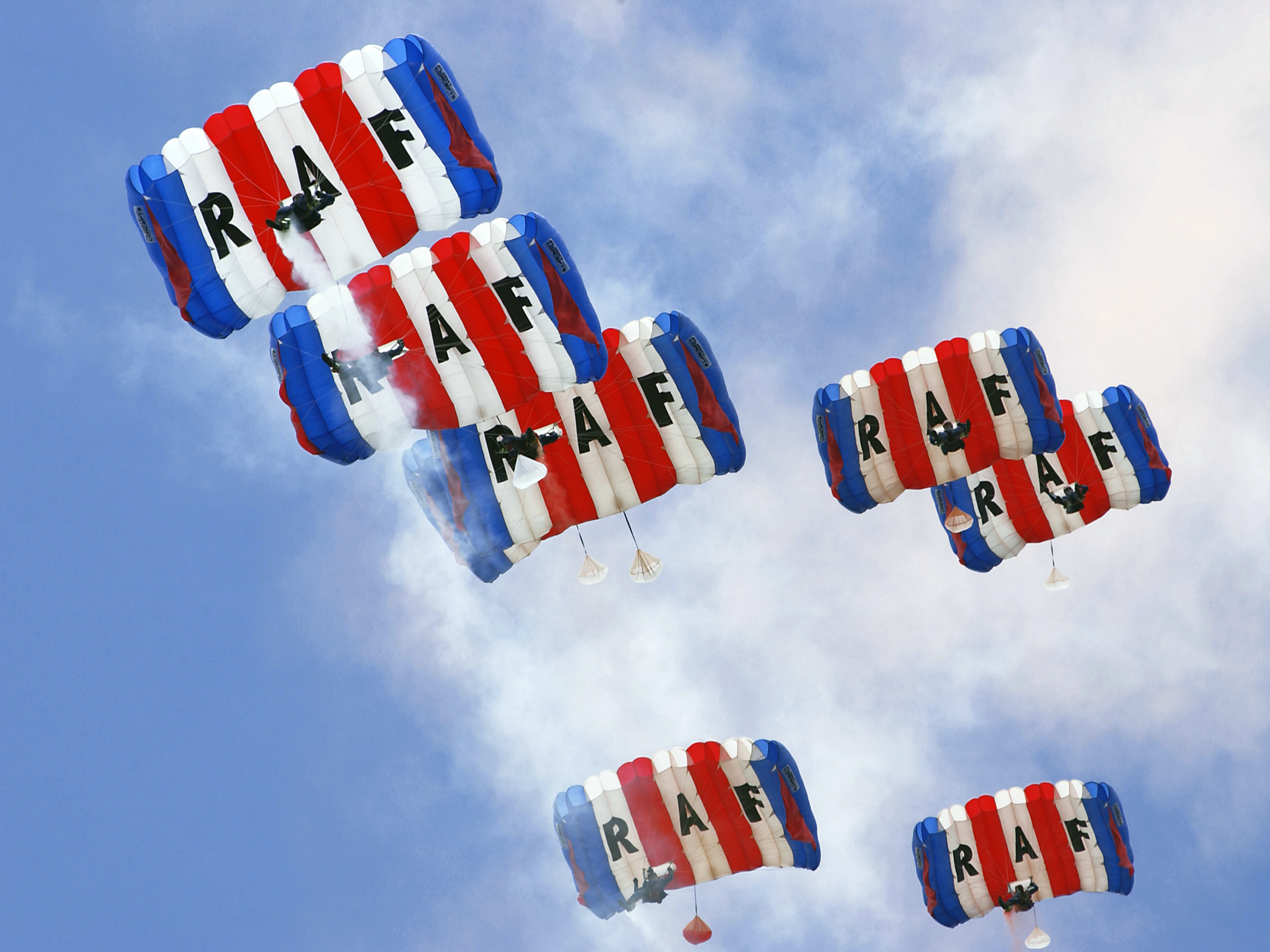
Parachutists from the Royal Air Force's Falcons Display Team, drift gently back to terra firma back to terra firma following a display MOD 45147929

Les Falcons de la Royal Air Force sont l'équipe de présentation parachutiste officielle britannique. 

## Composition
Ses membres sont tous des militaires appartenant à la Royal Air Force. Neuf d'entre-eux sont des sauteurs appelés les Falcons et numérotés donc de 1 à 9 inclus. Ils sont accompagnés de deux auxiliaires technique et de trois officiers formant son état-major. Le plus haut gradé était en 2017 un Flight lieutenant.

## Aéronefs utilisés

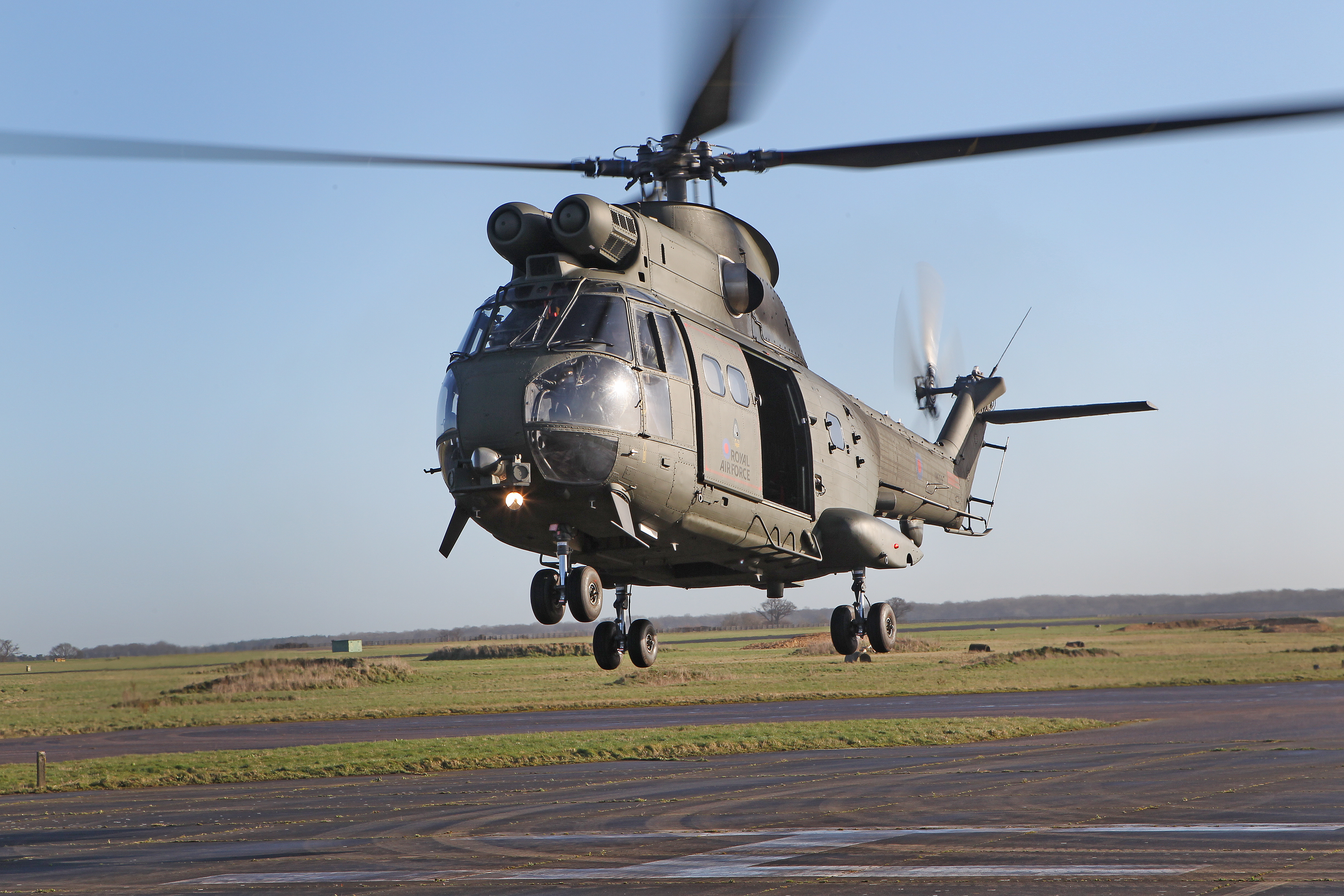
Puma HC Mk-2, une des montures des Falcons de la Royal Air Force.

Les Falcons de la Royal Air Force utilisent principalement l'avion-cargo Hercules C Mk-4 comme plateforme de saut. Cependant il leur arrive aussi d'avoir recours à des hélicoptères de transport moyens Puma HC Mk-2 et lourds Chinook HC Mk-5. Ils utilisent également un bimoteur de la Seconde Guerre mondiale Dakota appartenant au Battle of Britain Memorial Flight.
Les Falcons de la Royal Air Force ont aussi recours à un Dornier 228-201 civil immatriculé au Canada.